# Collide (альбом Skillet)
Collide — шостий студійний альбом християнської групи Skillet, випущений 18 листопада 2003 на Ardent Records. Теж був перевипущений на Lava Records 25 травня 2004 з бонус-треком «Open Wounds».

## Про альбом
Для запису альбому Collide Джон приготував близько 30 пісень, з яких було обрано 10. Savior, заголовний хіт, Джон написав за 10 хвилин, і це вперше на практиці Джона. За перший тиждень продажів альбом Collide розійшовся тиражем в 10.000 копій. Сингл Savior протримався на першому місці в чарті R&R's більше двох місяців, і навіть тримався на Rock Radio, CMJ тощо За підсумках 2003 Skillet були удостоєні премії «читацьких симпатій» в номінаціях «група року» та «пісня року», так як більшість читачів журналу Christianity today віддали свій голос на користь Skillet .
25 травня вийшов перевиданий альбом Collide спеціально для мейнстріму, з додатковим треком Open Wounds, який стартував відразу ж з другого місця в чарті R&R.
У музичному плані цей альбом відрізняється від попереднього більш обтяженою музикою, з'явилися елементи хард-року. У плані ж текстів альбом докорінно відрізняється від попередніх альбомів — у «Collide» християнська лірика, яка була присутня майже в усіх піснях колишніх альбомів, практично відсутня. З цього альбому основна тема пісень Skillet — любовна лірика, традиційна для багатьох пісень альтернативного року.

## Список композицій
Автор музики і слів John L. Cooper except where noted.. 
| 2003 original Ardent release | 2003 original Ardent release | 2003 original Ardent release  | 2003 original Ardent release |
| #                            | Назва                        | Автор                         | Тривалість                   |
| ---------------------------- | ---------------------------- | ----------------------------- | ---------------------------- |
| 1.                           | «Forsaken[a]»                |                               | 4:12                         |
| 2.                           | «Savior[a][b]»               |                               | 4:33                         |
| 3.                           | «Collide[a][b]»              | John L. Cooper, Paul Ebersold | 5:38                         |
| 4.                           | «A Little More[b]»           | John L. Cooper, Korey Cooper  | 4:49                         |
| 5.                           | «My Obsession[a]»            |                               | 5:00                         |
| 6.                           | «Fingernails»                |                               | 5:07                         |
| 7.                           | «Imperfection»               |                               | 4:07                         |
| 8.                           | «Under My Skin»              | John L. Cooper, Korey Cooper  | 4:06                         |
| 9.                           | «Energy»                     |                               | 3:57                         |
| 10.                          | «Cycle Down»                 |                               | 3:58                         |
| 45:26                        |                              |                               |                              |

| 2004 Lava reissue | 2004 Lava reissue           | 2004 Lava reissue             | 2004 Lava reissue |
| #                 | Назва                       | Автор                         | Тривалість        |
| ----------------- | --------------------------- | ----------------------------- | ----------------- |
| 1.                | «Forsaken»                  |                               | 4:12              |
| 2.                | «Savior»                    |                               | 4:33              |
| 3.                | «Open Wounds» (bonus track) | John L. Cooper, Kevin Kadish  | 3:15              |
| 4.                | «A Little More»             | John L. Cooper, Korey Cooper  | 4:49              |
| 5.                | «My Obsession»              |                               | 5:00              |
| 6.                | «Collide»                   | John L. Cooper, Paul Ebersold | 5:38              |
| 7.                | «Fingernails»               |                               | 5:06              |
| 8.                | «Imperfection»              |                               | 4:06              |
| 9.                | «Under My Skin»             | John L. Cooper, Korey Cooper  | 4:05              |
| 10.               | «Energy»                    |                               | 3:56              |
| 11.               | «Cycle Down»                |                               | 3:58              |
| 48:42             |                             |                               |                   |

a Live recording appears on Comatose Comes Alive (2008)
b Appears on The Platinum Collection compilation (2012)

## Учасники записи
- Джон Купер (John Cooper) — вокал, бас-гітара
- Корі Купер (Korey Cooper) — клавішні, електрогітара
- Бен Касіка (Ben Kasica) — електрогітара
- Лорі Пітерс (Lori Peters) — ударні

## Чарт
| Чарт (2003)                      | Найвища позиція |
| -------------------------------- | --------------- |
| США Billboard 200                | 179             |
| США Christian Albums (Billboard) | 9               |